# Wangjing, Peking
Wangjing (kinesiska: 望京, 望京街道) är ett stadsdelsdistrikt i Kina. Det ligger i Chaoyang i den centrala delen av storstadsområdet Peking. Antalet invånare är 168 167. Befolkningen består av 85 312 kvinnor och 82 855 män. Barn under 15 år utgör 8,0 %, vuxna 15-64 år 84 %, och äldre över 65 år 7,0 %.